# حمله ایتالیا به آلبانی
حمله ایتالیا به آلبانی (انگلیسی: Italian invasion of Albania) جنگی کوتاه بود که از هفتم تا دوازدهم آوریل ۱۹۳۹ بین ایتالیای فاشیست به رهبری بنیتو موسولینی و آلبانی درگرفت. در این حمله آلبانی به سرعت اشغال و احمد زوغو، پادشاه آلبانی تسلیم شد.
علت جنگ را مماشات و ضعف دول غربی در برابر تصرف چکسلواکی از سوی آلمان نازی و توافقنامه مونیخ می‌دانند. موسولینی که نمی‌خواست از هیتلر در فتح اروپا عقب بماند آلبانی را نزدیک‌ترین هدف برای تصرف یافت.